# The Enemy Inside (Coldrain)
The Enemy Inside è il secondo album in studio del gruppo musicale giapponese Coldrain, pubblicato in Giappone il 16 febbraio 2011 dalla VAP.

## Promozione
Per i brani To Be Alive e Rescue Me sono stati realizzati due video musicali, pubblicati sul sito ufficiale della band. All'album ha partecipato anche Mah, cantante della band ska punk giapponese SiM, che canta in The Maze.
Dopo l'uscita dell'album la band ha inaugurato l'omonimo tour The Enemy Inside Tour 2011, che include varie tappe in tutto il Giappone. Le performance delle ultime tappe del tour (Osaka, Nagoya e Tokyo) vengono successivamente incluse nel primo DVD live della band, Three Days of Adrenaline.

## Tracce
Testi di Masato; musiche di Masato e Y.K.C, eccetto dove indicato.
1. To Be Alive – 3:19
2. New Fate – 3:09 (Masato, Sugi)
3. Rescue Me – 3:29
4. Adrenaline – 3:30
5. You – 4:32
6. The Maze (feat. Mah) – 3:24
7. Rise and Fall – 3:26 (Masato)
8. Confession – 4:17 (Masato, Sugi)
9. A Tragic Instinct – 3:38
10. Hollow – 4:19 (Masato)

## Formazione
- Masato – voce
- Y.K.C – chitarra solista
- Sugi – chitarra ritmica, voce secondaria
- RxYxO – basso, voce secondaria
- Katsuma – batteria, percussioni

## Classifiche
| Classifica (2011) | Posizione massima |
| ----------------- | ----------------- |
| Giappone          | 21                |